# Michel Rodange
Michel Rodange (ur. 3 stycznia 1827 w Waldbillig, zm. 27 sierpnia 1876 w Luksemburgu) – luksemburski pisarz, autor epopei satyrycznej De Rénert, uznanej za klasyczny utwór literatury luksemburskiej. W Luksemburgu istnieje poświęcony mu pomnik, na szczycie którego przedstawiono siedzącego lisa (od tytułu epopei: rénert to po luksembursku lis).

## Galeria

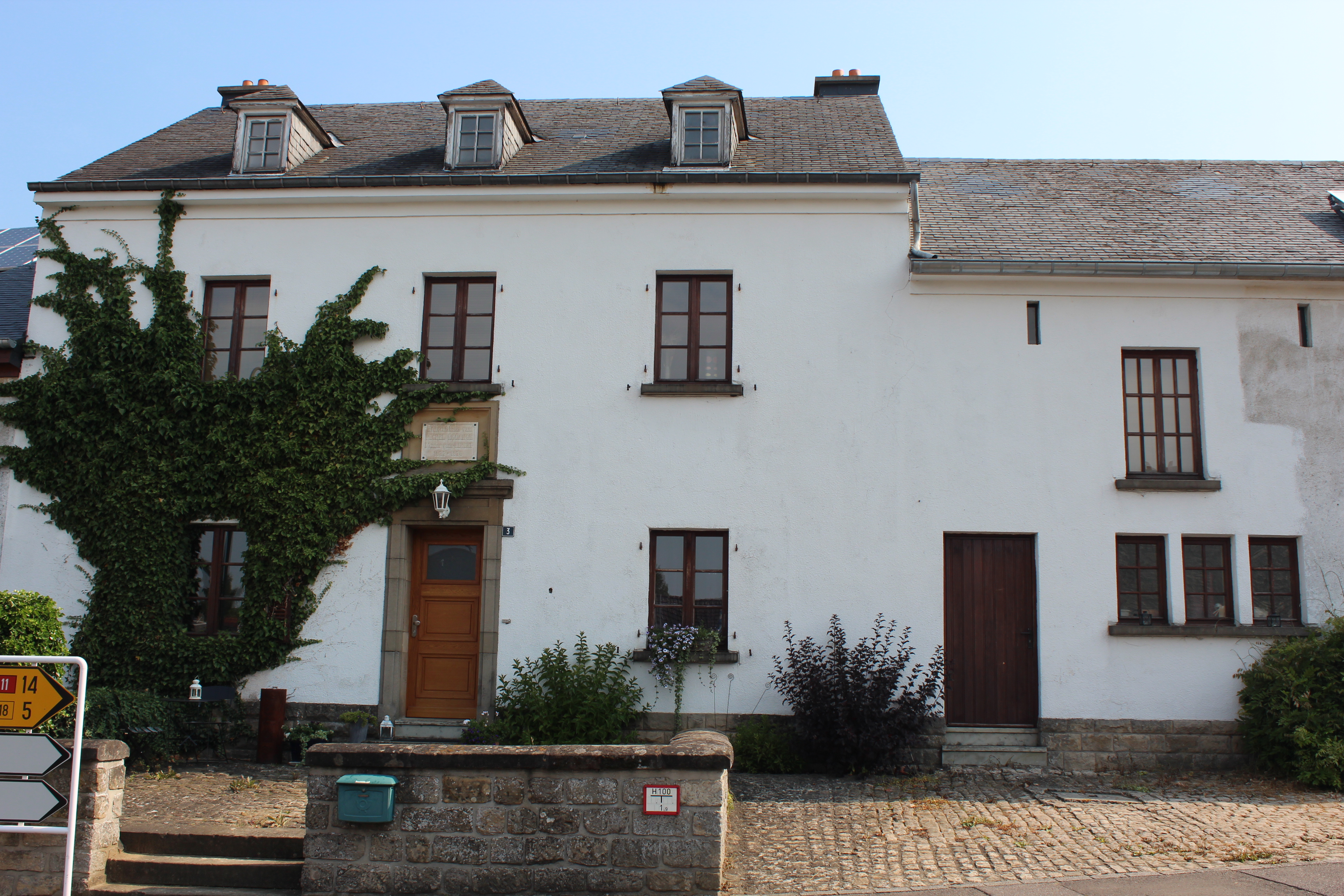
Miejsce narodzin artysty
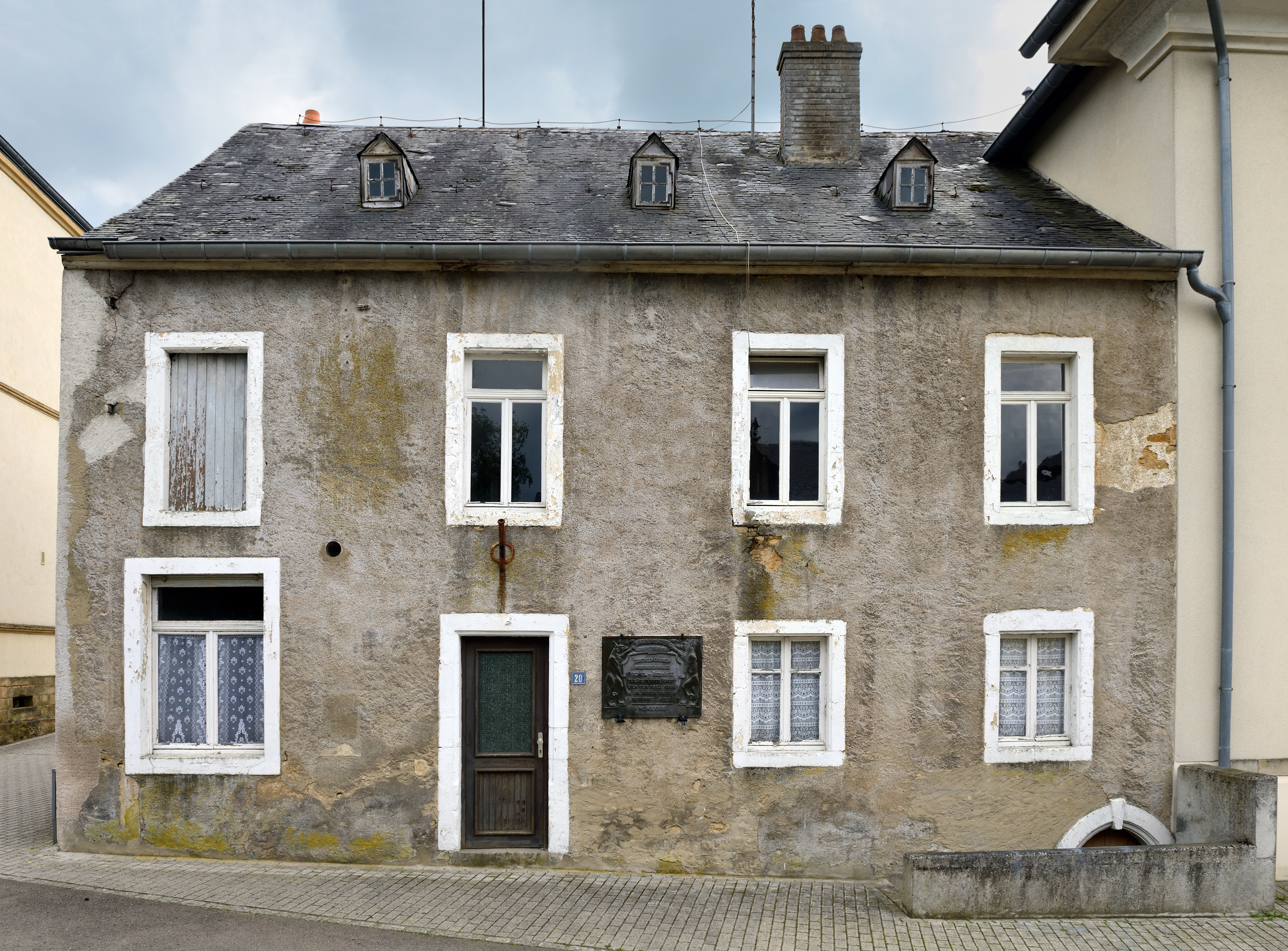
Dom w mieście Koerich, w którym Rodange mieszkał w latach 1862-1866
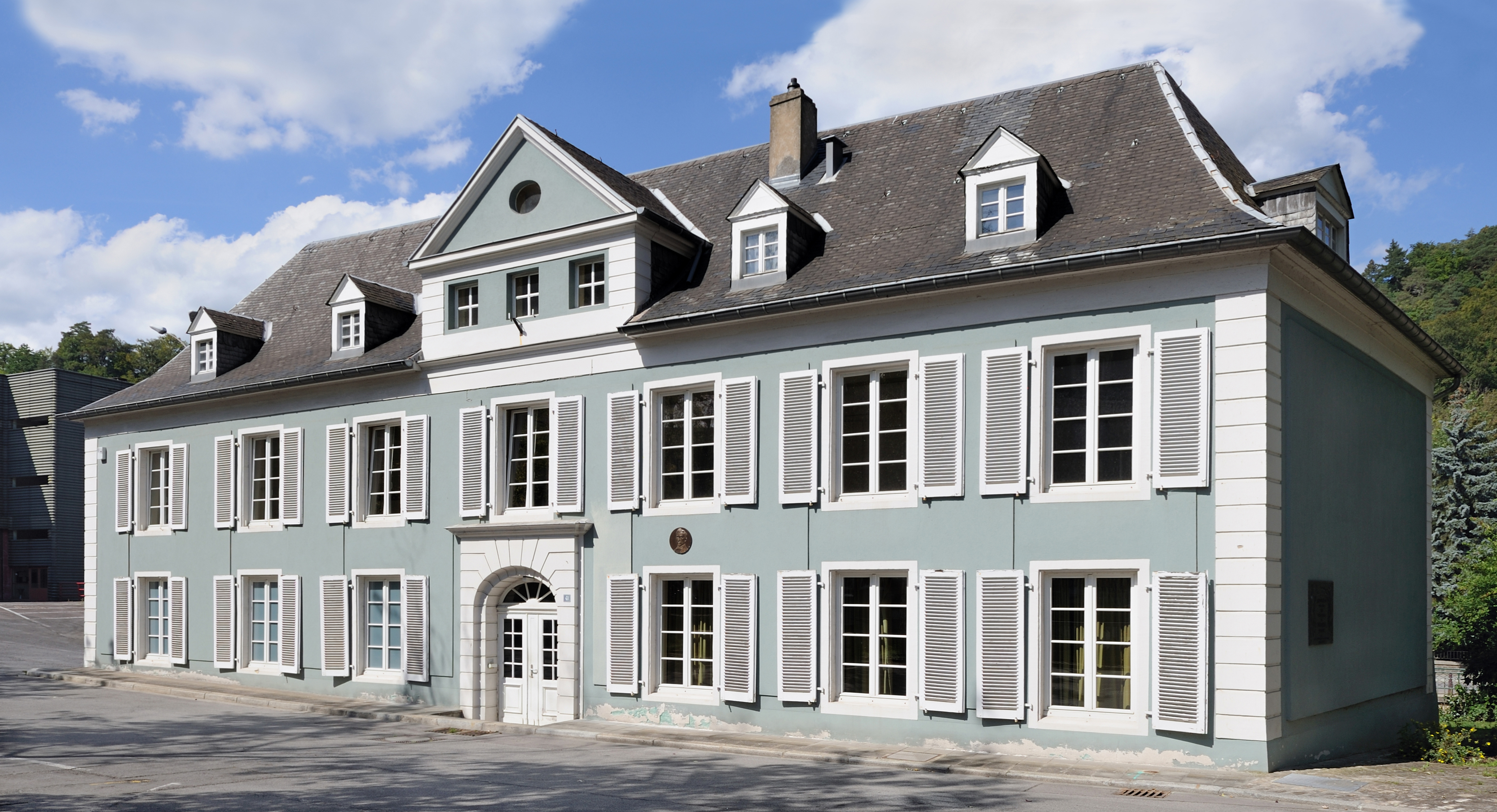
Miejsce śmierci pisarza